# Otites formosa
Otites formosa ist eine nicht mehr gültige wissenschaftliche Bezeichnung einer Schmuckfliegen-Art (Ulidiidae).
Die Unterart Otites formosa jucunda wird nun als Otites porca geführt. Die eigentliche Art erhielt im Rahmen einer Revision der Gattung Otites einen neuen Namen: Otites ruficeps (Fabricius, 1805).